# Elisabeth Bergner
Elisabeth Bergner, nata Elisabeth Ettel (Drohobyč, 22 agosto 1897 – Londra, 12 maggio 1986), è stata un'attrice tedesca.

## Carriera
Nacque nella cittadina di Drohobych, al tempo parte dell'impero austro-ungarico oggi cittadina dell'Ucraina.
Iniziò a recitare a 15 anni, a Innsbruck. A sedici anni intraprese un lungo viaggio per Austria e Germania con una compagnia di repertorio shakesperiano e lavorò saltuariamente come modella: posò anche per lo scultore Wilhelm Lehmbruck. Si trasferì a Monaco di Baviera a poi a Berlino. Qui, nel 1923, girò il suo primo film, Der Evangelimann. In seguito si trasferì a Londra e nel 1933 si sposò con Paul Czinner, noto regista di origine ungherese.
Nel 1935 fu protagonista in Non mi sfuggirai, tratto da un'opera della scrittrice Margaret Kennedy e diretto da Czinner, film per il quale ottenne una candidatura all'Oscar alla miglior attrice. Negli anni trenta riscosse poi numerosi successi, tra i quali il film La grande Caterina (1934), sempre diretta dal marito. 
Tornò a lavorare in Germania negli anni cinquanta, sia per il cinema che per il teatro. Nel 1973 coronò la sua carriera con un ruolo nel film Il pedone, diretto da Maximilian Schell, pellicola che vinse il Golden Globe per il miglior film straniero. Morì nel 1986 a Londra, dove era tornata a vivere da alcuni anni.
Secondo alcune fonti, il racconto scritto dalla giornalista Mary Orr alla base del celebre film Eva contro Eva trasse ispirazione da una vicenda capitata all'attrice durante il periodo a Broadway in cui interpretava The Two Mrs. Carrolls
Nel romanzo Mephisto scritto da Klaus Mann, il personaggio di Dora Martin è chiaramente ispirato a lei.

## Filmografia parziale
- Der Evangelimann, regia di Holger-Madsen (1924)
- Nju (Nju - Eine unverstandene Frau), regia di Paul Czinner (1924)
- Der Geiger von Florenz, regia di Paul Czinner (1926)
- Liebe, regia di Paul Czinner (1927)
- Doña Juana, regia di Paul Czinner (1928)
- Fräulein Else, regia di Paul Czinner (1929)
- The Loves of Ariane , regia di Paul Czinner (1931)
- Ariane, regia di Paul Czinner (1931)
- Der träumende Mund, regia di Paul Czinner (1932)
- La grande Caterina (The Rise of Catherine the Great), regia di Paul Czinner (1934)
- Non mi sfuggirai (Escape Me Never), regia di Paul Czinner (1935)
- Come vi piace (As You Like It), regia di Paul Czinner (1936)
- Labbra sognanti (Dreaming Lips), regia di Paul Czinner e Lee Garmes (1937)
- Stolen Life, regia di Paul Czinner (1939)
- Gli invasori - 49º parallelo (49th Parallel), regia di Michael Powell (1941)
- Paris Calling, regia di Edwin L. Marin (1941)
- Die glücklichen Jahre der Thorwalds, regia di John Olden, Wolfgang Staudte (1962)
- Satana in corpo (Cry of the Banshee), regia di Gordon Hessler (1970)
- Michele Strogoff, corriere dello zar (Der Kurier des Zaren), regia di Eriprando Visconti (1970)
- Il pedone (Der Fußgänger), regia di Maximilian Schell (1973)
- Der Pfingstausflug, regia di Michael Günther (1978)
- Feine Gesellschaft - beschränkte Haftung, regia di Ottokar Runze (1982)

### Film o documentari dove appare Elisabeth Bergner
- Rund um die Liebe, regia di Oskar Kalbus - filmati di repertorio (1929)
- Von Caligari zu Hitler: Das deutsche Kino im Zeitalter der Massen, regia di Rüdiger Suchsland - documentario (2014)